# Clorofosfato de bis(2,6-dimetilfenila)
Clorofosfato de bis(2,6-dimetilfenila) é o composto orgânico, o éster bis(2,6-dimetilfenil) do ácido clorofosfórico, de fórmula C16H18ClO3P e massa molecular 324,74. Apresenta ponto de fusão 52 °C e ponto de ebulição 219 °C a 7mmHg. É classificado com o número CAS 81639-99-8, CBNumber CB5174164 e MOL File 81639-99-8.mol.